# إلسيليموماب
إلسيليموماب هو جسم مضاد وحيد النسيلة يطور حالياً في مراحل مبكرة من التجارب السريرية لحالات عديدة مثل الورم اللمفي والورم النقوي المتعدد بصفته دواء كبت مناعة.[بحاجة لمصدر]
الدواء مضاد لإنترلوكن-6.